# Pieter Vanspeybrouck
Pieter Vanspeybrouck (Tielt, 10 de febrero de 1987) es un ciclista belga que fue profesional entre 2008 y 2021.

## Dopaje
El 3 de mayo de 2013 fue suspendido tres meses debido a un control positivo por fenoterol realizado fuera de competición. Fue sancionado con tres meses ya que la Federación belga aceptó su defensa que afirmaba haber recibido Duovent (medicamento que contenía el fenoterol) en lugar de Ventolin por parte del médico del equipo, el cual admitió su culpa y presentó su dimisión.

## Palmarés
2007 (como amateur)
- 1 etapa de la Vuelta a Lieja

2011
- Sparkassen Giro Bochum

2016
- Omloop Mandel-Leie-Schelde

## Resultados en Grandes Vueltas
Durante su carrera deportiva ha conseguido los siguientes puestos en las Grandes Vueltas. 
| Carrera | Carrera         | 2008 | 2009 | 2010 | 2011 | 2012 | 2013 | 2014 | 2015 | 2016 | 2017  | 2018 | 2019 | 2020 | 2021 |
| ------- | --------------- | ---- | ---- | ---- | ---- | ---- | ---- | ---- | ---- | ---- | ----- | ---- | ---- | ---- | ---- |
|         | Giro de Italia  | —    | —    | —    | —    | —    | —    | —    | —    | —    | —     | —    | —    | —    | —    |
|         | Tour de Francia | —    | —    | —    | —    | —    | —    | —    | —    | —    | 100.º | —    | —    | —    | —    |
|         | Vuelta a España | —    | —    | —    | —    | —    | —    | —    | —    | —    | —     | —    | —    | —    | —    |

—: no participa

Ab.: abandono